# 圣诞节鸟类统计
圣诞节鸟类统计（英語：Christmas Bird Count；缩写CBC）是西半球的一项定期的鸟类统计活动，这一活动由来自各国的志愿者在每年相当于北半球冬季的时间完成。这一活动的目的在于为鸟类学研究以及保护生物学研究提供所需关于鸟类数量统计的基础数据，同时很多参与其间的志愿者也把这一活动当作圣诞节假期的一项娱乐。

## 历史
圣诞节鸟类统计的历史可以上溯到19世纪，那时北美有很多人在圣诞节期间参与传统的狩猎活动，在这种狩猎活动中，人们相互竞争看谁打死的鸟类数量最多。这种圣诞节狩猎活动仅仅以尽可能多地获得猎物为目的，因而参与者不顾这些鸟类是否有益、是否美丽、是否稀有、猎物对人类是否有用，只是尽己所能地射杀鸟类。19世纪晚期，美国鸟类学者，奥杜邦学会官员弗兰克·查普曼，提议在圣诞节以统计鸟类数量地方式取代原有的射杀，作为新的圣诞节传统。
1900年，来自北美的27名观鸟者在美国和加拿大的25处地点开始了第一次圣诞节鸟类统计，在这25处最初的统计地点中，有15处分布在从马萨诸塞州到费城的美国东北海岸。从此以后，这样的鸟类统计活动在每年的冬季都会进行，而且每年参与者的数量都会有所增长。 例如，在2000年－2001年度进行的第102届圣诞节鸟类统计中，共有52471名志愿者参与，覆盖了17个国家的1823个观测点，不过这些观测点主要集中在美国和加拿大。现在奥杜邦学会与加拿大鸟类研究机构、得克萨斯州的海湾海岸观鸟会（他们同时负责协调墨西哥的调查）、RNOA以及哥伦比亚的亚历山大冯洪堡研究所等机构合作组织圣诞节鸟类调查活动。

## 方法
每一个参与统计的统计单元需要至少十名志愿者的参与，完成一个半径24公里的调查区域内的鸟类统计工作。在每一个统计单元中需要有一名志愿者担任领队，负责协调本统计单元的事务，志愿者们被进一步分成小组，沿着一定的路线，统计他们沿途看到的鸟类的数量，通常这一路线每年都是相同的，这样可以保证不同年度统计数据具有可比较性，这种统计方法叫做样带法。在大多数的统计单位，还会有志愿者专门负责定点观测和统计喂食器附近的鸟类。
统计活动可以在每年的12月14日到次年1月5日之间的任何一天进行。
鸟类统计的结果绝对不会如人口普查一般准确。即便是调查区域内，调查也不可能遍及整个区域，而且即便是位于调查路线上的鸟类也不是全都能够被识别和记录，如果鸟类结成很大的群体，它们的数量就更难精确统计。另外，统计方法并不能保证调查路线上的鸟类不会被重复统计，毕竟鸟类是不断活动的。为了防止重复统计，人们一般规定，逆向飞过或经过调查路线的鸟类并不计入统计数据，但是那些在此前路线统计中没有看到过的鸟类仍然需要计入统计。此外，当调查区域中有大群鸟类集群栖息时，则须由经验丰富的统计人员在清晨和黄昏估算集群的数量，在晨昏之外的其他时间，并不专门统计集群鸟类的数量。对于移动中的集群鸟类如乌鸦调查者可以通过确定集群中的一个或两个不同个体来确定整个集群属于什么物种。
圣诞节鸟类统计的结果与冬季的庭院投喂鸟类调查数据可以汇集互补。

## 参与
圣诞节鸟类统计是完全公开的，任何人只要缴纳5美元的费用便可以参与当年度的圣诞节鸟类统计活动。对于那些进行庭院投喂的观鸟者，年龄在19岁以下的观鸟者以及在本国进行鸟类统计的拉丁美洲观鸟者，参与圣诞节鸟类调查是免费的。向参与者收取的费用主要用于统计数据的汇编和出版。在美国，缴纳过费用的参与者和18周岁以下的参与者可以获得一份名为《美国鸟类》的出版物，这份出版物会将当年圣诞节鸟类统计的结果以及相关文章展示给参与者。